# Mary-Sue
Pour les articles homonymes, voir Sue.
Mary-Sue (en anglais Mary Sue) est un terme péjoratif destiné à définir les caractéristiques d'un personnage de fiction féminin excessivement bon dans tout ce qu'elle fait, qui est souvent vu comme l'insertion de l'auteure elle-même dans un univers fictif. Ce type de personnage est notamment fréquemment présent dans les fan-fictions.
Le nom "Mary Sue" provient de la fiction écrite par un fan de Star Trek de 1974 A Trekkie’s Tale. À l’origine, cette œuvre était une parodie des récits d’auto-insertion de l’époque plutôt qu’une critique de traits spécifiques. Cependant, le nom a rapidement été adopté par la communauté de la fanfiction Star Trek. À l’origine, une Mary Sue désignait principalement un avatar féminin de l’auteure, quel que soit son rôle ou la qualité perçue du personnage. Souvent, ces personnages finissaient en couple avec Kirk ou Spock, se révélaient être des proches d’un membre de l’équipage, étaient des hybrides mi-humains déguisés en humains, et mouraient d’une manière élégante et tragique pour souligner qu’ils étaient trop parfaits pour ce monde corrompu.
Par analogie, Gary Stu (ou Marty Sue) désigne l'équivalent masculin de cet archétype.

## Définition
Il n'existe pas de définition officielle et unanime du terme. Toutefois le terme est généralement utilisé dans le cas où plusieurs des caractéristiques suivantes sont constatées chez le personnage :
- Nouveau personnage : souvent jeune, adolescente
- Insertion de l'auteure : elle peut partager des traits physiques avec l'auteure
- Apparence surréaliste : elle est souvent décrite comme incroyablement belle ou unique d’une manière spéciale.
- Compétences exceptionnelles : le personnage excelle dans presque tous les domaines de façon très exagérée par rapport à ce qui est établi dans l'univers fictif
- Aucune réelle faiblesse : si le personnage a un défaut, il est généralement superficiel ou ne nuit pas réellement à son succès.
- Les personnages principaux l'apprécient et reconnaissent ses qualités : elle est adorée ou respectée par la plupart des personnages et suscite rarement des critiques valables. Les autres personnages peuvent dire plusieurs fois mais de façons différentes à quel point elle est exceptionnelle
- Intrigue centrée sur elle : l’histoire tourne souvent autour de ses exploits. Sa présence éclipse les autres personnages.
- Aucune conséquence pour ses mauvaises actions : les autres personnages et même l'auteure elle-même sont tellement subjugués par le personnage qu'ils passent outre toutes ses actions répréhensibles

En conséquence, l'histoire d'une Mary Sue est souvent jugé sans intérêt puisqu'elle réussit tout ce qu'elle entreprend. L'intérêt de suivre les aventures d'un héro réside dans le suspens de la situation, où la possibilité de rater est réellement là. De fait le héro va parfois rater ses actions et apprendre de ses erreurs, et essayer de progresser par l'entraînement. Tandis qu'une Mary Sue réussira tout de manière innée.
Une Mary Sue est souvent la réalisation d'un fantasme de l'auteure qui veut se faire admirer et reconnaître par les personnages principaux de ses histoires favorites.
La Mary-Sue peut  désigner un personnage canonique d'une œuvre originale, qui est alors décrit d'une manière idéalisée : par exemple, le personnage récurrent de Wesley Crusher dans l'univers de science-fiction Star Trek est souvent considéré comme une Mary-Sue, un portrait idéal de son créateur original Eugene Wesley Rodenberry,.

## Origine
Le terme vient d'un personnage de Paula Smith (à ne pas confondre avec la joueuse de tennis du même nom), le lieutenant Mary Sue (« la plus jeune lieutenant de Starfleet — seulement quinze ans et demi ») immortalisée dans la parodie A Trekkie's Tale,, publié en 1974 dans son fanzine Menagerie #2.

## Exemples notoires
Voici quelques exemples notoires :
- Rey dans Le Réveil de la Force
- Molly dans Men in Black: International
- Les filles dans Charlie's Angels de 2019
- Bella Swan dans Twillight
- Anastasia Steele dans 50 nuances de Grey
- la plupart des personnages féminins principaux du MCU phase 5
  - Captain Marvel dans le film de 2019, par rapport au MCU
  - Miss Hulk dans la série télé She-Hulk : Avocate
  - Wanda dans la série WandaVision
  - Sylvie dans la série Loki

Les personnages de Mary-Sue sont fréquents dans les fanfictions, où les fans féminines vont incorporer leur double parfait dans leur univers favori.